# Drapelul Maltei
Proporția drapelului: 2:3
Drapelul Maltei este în principal bicolor, în alb și roșu de la stânga la dreapta. În partea stângă sus se află crucea lui George, subliniată cu roșu.

### Descriere & adoptare
- Drapelul este în proporție 2:3 și prezintă două benzi verticale egale: alb la stânga (ancoră) și roșu la dreapta (zbor).
- În colțul superior al benzii albe se găsește o reprezentare a Crucei George, cu margine roșie, acordată de Regele George VI în 15 aprilie 1942, ca recunoaștere a curajului colectiv al maltezilor în timpul celui de‑al Doilea Război Mondial.
- Designul actual, fără canton albastru, a fost oficializat la 21 septembrie 1964, odată cu obținerea independenței, Crucea George fiind păstrată, având doar o margine roșie. [1]

### Simbolism
- Albul reprezintă puritatea, pacea și unitatea națiunii malteze .
- Roșul simbolizează curajul, sângele vărsat de patrioți și spiritul rezistent al poporului maltez .
- Crucea George, codificată stilometric pe drapel, rămâne un simbol al vitejiei și sacrificiului în fața asediilor aeriene naziste din 1940–1942, reflectând premierea colectivă gravată prin textul „For Gallantry” .

### Istoric
- Culoarea alb și roșu sunt tradiționale, având posibile origini în steagul lui Roger I al Siciliei (1091) sau al Cavalerilor de Malta care au condus insula între 1530–1798. [2]
- Crucea George a fost introdusă inițial pe un canton albastru în 28 decembrie 1943, ca semn distinct al premiului britanic reddit.com+3maltauncovered.com+3reddit.com+3.
- În 1964, odată cu independența, cantonul albastru a fost înlocuit cu franjă roșie, evidențiind distanțarea de trecutul colonial, fără a îndepărta însă semnificația simbolică .

1. ↑  maltainfoguide.com. [maltainfoguide.com „maltainfoguide.com”] Verificați valoarea |url= (ajutor). maltainfoguide.com. Accesat în 18 iunie 2025.
2. ↑   maltauncovered.com. [ maltauncovered.com „maltauncovered.com”] Verificați valoarea |url= (ajutor).  maltauncovered.com. Accesat în 18 iunie 2025.